# Campeonato Mundial de Gimnasia Rítmica de 2010

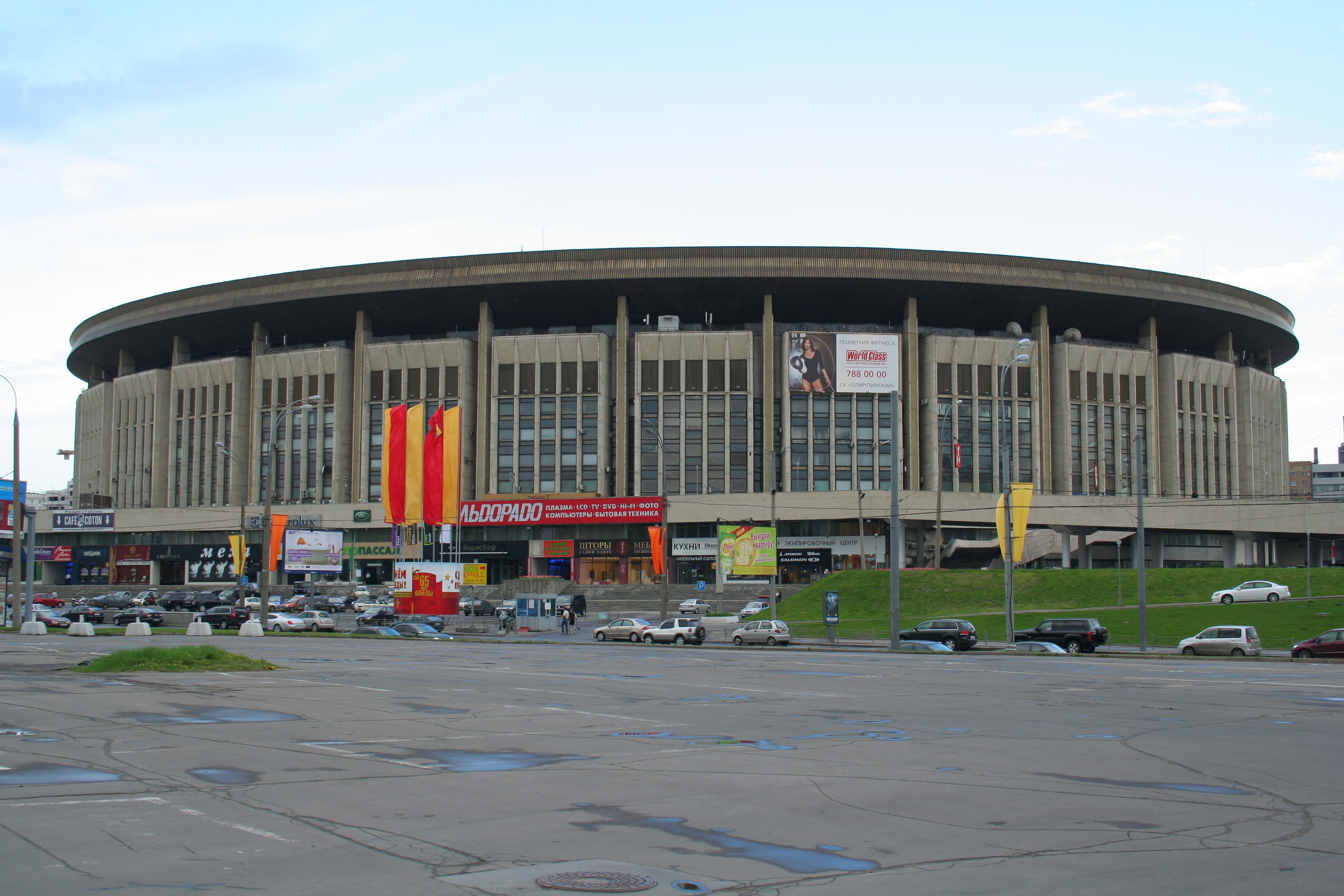
Estadio Olimpiski, Moscú

El XXX Campeonato Mundial de Gimnasia Rítmica se celebró en Moscú (Rusia) entre el 20 y el 26 de septiembre de 2010 bajo la organización de la Federación Internacional de Gimnasia (FIG) y la Federación Rusa de Gimnasia.
Las competiciones se realizaron en el Estadio Olimpiski de la capital rusa. 

## Resultados
| Evento                                    | Oro                                     | Plata                                  | Bronce                                         |
| ----------------------------------------- | --------------------------------------- | -------------------------------------- | ---------------------------------------------- |
| Concurso completo ind. (24.09)            | Evgenia Kanayeva · Rusia · 116,250 pts. | Daria Kondakova · Rusia · 113,825 pts. | Melitina Staniuta · Bielorrusia · 110,350 pts. |
| Cuerda (21.09)                            | Daria Kondakova · Rusia · 28,750        | Evgenia Kanayeva · Rusia · 28,600      | Melitina Staniuta · Bielorrusia · 27,650       |
| Pelota (23.09)                            | Evgenia Kanayeva · Rusia · 28,700       | Daria Dmitrieva · Rusia · 28,650       | Aliya Garayeva Azerbaiyán 27,550               |
| Cinta (23.09)                             | Daria Dmitrieva · Rusia · 28,825        | Daria Kondakova · Rusia · 28,750       | Aliya Garayeva Azerbaiyán 28,050               |
| Aro (21.09)                               | Evgenia Kanayeva · Rusia · 29,200       | Daria Kondakova · Rusia · 28,900       | Aliya Garayeva Azerbaiyán 27,675               |
| Grupo 5 con aro (26.09)                   | Rusia · 27,975                          | Italia · 27,875                        | Bulgaria 27,100                                |
| Grupos 3 con cinta + 2 con cuerda (26.09) | Rusia · 28,050                          | Italia · 27,900                        | Bielorrusia · 27,150                           |
| Grupos concurso completo (25.09)          | Italia · 55,525                         | Bielorrusia · 54,800                   | Rusia · 52,425                                 |
| Concurso completo por equipos (23.09)     | Rusia · 284,925                         | Bielorrusia · 269,700                  | Azerbaiyán 265,225                             |

## Medallero
| Núm. | País        | Oro | Plata | Bronce | Total |
| ---- | ----------- | --- | ----- | ------ | ----- |
| 1    | Rusia       | 8   | 5     | 1      | 14    |
| 2    | Italia      | 1   | 2     | 0      | 3     |
| 3    | Bielorrusia | 0   | 2     | 3      | 5     |
| 4    | Azerbaiyán  | 0   | 0     | 4      | 4     |
| 5    | Bulgaria    | 0   | 0     | 1      | 1     |
|      | TOTAL       | 9   | 9     | 9      | 27    |